# Kapel van De Nève

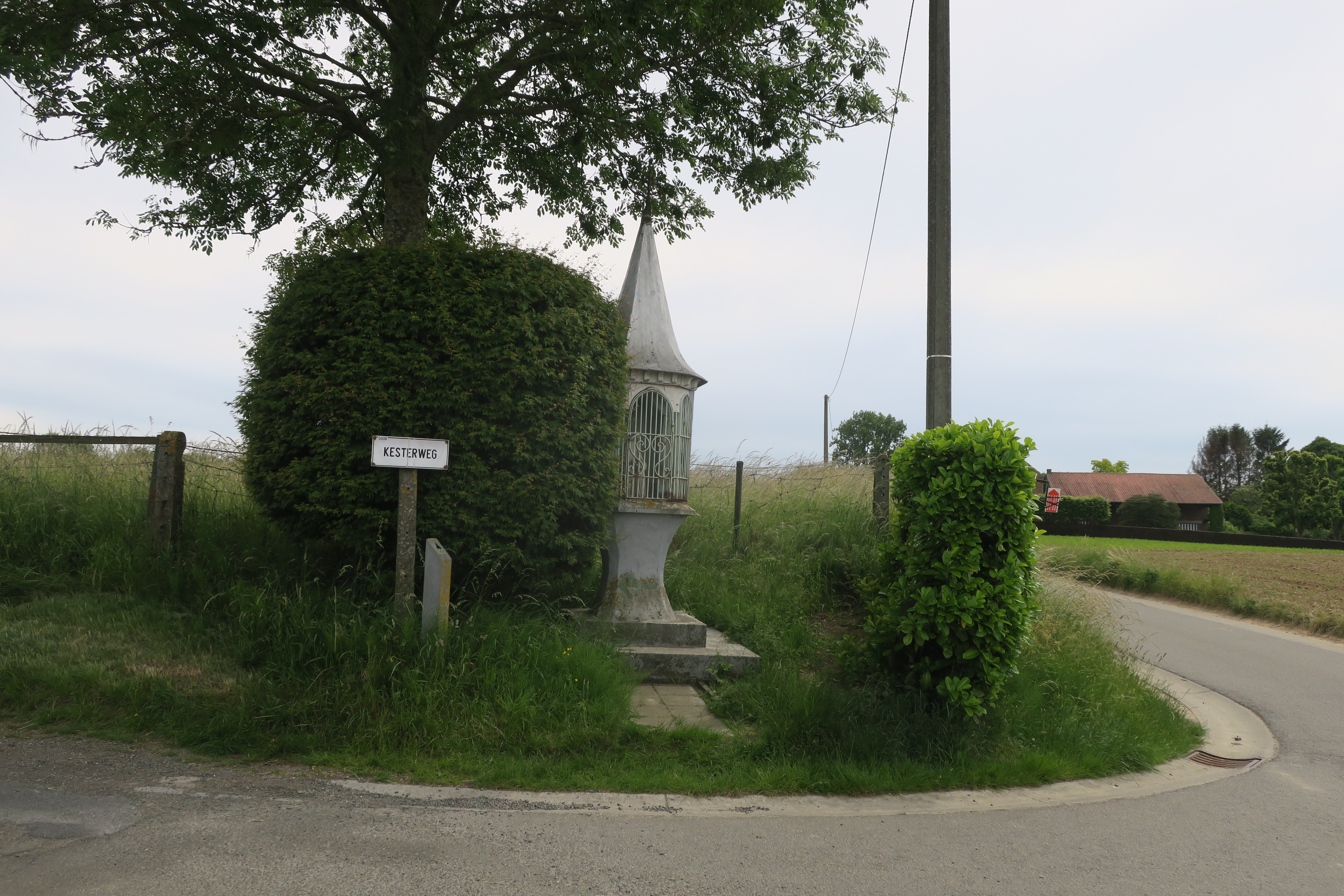
Kapel van De Nève

De kapel van De Nève of het kapelletje met de korset is een kapel in Kester, een deelgemeente in Pajottegem. De kapel is gelegen aan de voet van de Kesterheide op de hoek van de Vierenbergenstraat en de Kesterweg.

## Historiek
De kapel werd gebouwd in opdracht van Victor De Nève (Gooik 14 februari 1840 – Oetingen 27 augustus 1922), gemeentesecretaris van Oetingen en echtgenoot van Josephine Vanderhasselt (Sint-Martens Lennik 24 november 1856 – Oetingen 18 december 1929). Gezien de kapel niet is aangegeven op 19de-eeuwse kaarten en het echtpaar in de jaren 1920 overleed, is de kapel wellicht aan het begin van de 20ste eeuw opgericht.
De pijlkapel is opgetrokken in blauwe hardsteen en is uitgewerkt als een neogotische torenspits. Binnenin bezit de kapel een houten plafond en is er een beeld van de heilige Anna geplaatst achter een ijzeren hek.

## Processie
De Sint-Antoniuskapel ligt op de route van de Heilige Drievuldigheidsprocessie, ook wel de paardenprocessie van Kester genoemd.